# Carpentaria Highway
Der Carpentaria Highway ist eine Fernverkehrsstraße im Nordosten des australischen Northern Territory. Er verbindet den Stuart Highway bei Daly Waters mit dem Savannah Way in Borroloola am Golf von Carpentaria. Die Straße ist auf ihrer gesamten Länge als National Highway 1 ausgeschildert.

## Verlauf
Der Carpentaria Highway beginnt 4 km südlich von Daly Waters, wo er in östlicher Richtung vom Stuart Highway (N1 / N87) abzweigt. Unterwegs gibt es einige Abzweigungen zu verstreut liegenden Farmen im Outback. Einzige größere Ortschaft im Verlauf des Carpentaria Highway ist Cape Crawford nach 269 km. Bei Cape Crawford zweigt der Tablelands Highway (S11) ab und führt in südlicher Richtung bis zum Barkly Highway (N66). Von Norden her mündet der Savannah Way, der in diesem Bereich eine Outbackpiste ist und Richtung Norden zum Roper Highway (S20) zieht.
Der Carpentaria Highway führt zusammen mit dem Savannah Way weiter in nordöstlicher Richtung vorbei an der McArthur River Mine, wo Silber, Zink und Blei abgebaut werden, sowie der inzwischen geschlossenen Merlin Diamanten Mine. In Borroloola, etwa 70 km nordöstlich der Minen, endet der Carpentaria Highway und der Savannah Way (R1) führt als Great Top Road weiter in Richtung Südosten nach Burketown in Queensland.
Der höchste Punkt im Verlauf des Highways liegt auf 319 m, der niedrigste auf 7 m.

## Straßenzustand und Tankstellen
Der Carpentaria Highway ist durchgehend asphaltiert, teilweise jedoch nur einspurig ausgebaut. Der Asphalt weist teilweise tiefe Spurrillen auf, sodass beim Befahren mit PKW mit normaler Bodenfreiheit teilweise besondere Vorsicht geboten ist. Tankmöglichkeiten gibt es am Beginn der Straße am Hiway Inn, in Cape Crawford und am Straßenende in Borroloola.